# Machaerium amplum
Machaerium amplum är en ärtväxtart som beskrevs av George Bentham. Machaerium amplum ingår i släktet Machaerium och familjen ärtväxter. Inga underarter finns listade i Catalogue of Life.